# Mechy (Oravské Beskydy)
Mechy (1479 m n. m.) je vrchol v Oravských Beskydech. Leží přibližně 15 km severozápadně od Námestova, v masivu Pilsko (1557 m n. m.).

## Poloha
Nachází se ve střední části pohoří, v geomorfologickém podcelku Pilsko. Vrch leží v Žilinském kraji, na území okresu Námestovo a v katastrálním území obcí Mútne a Oravské Veselé. Mohutný vrch sousedí na severu s dominantním Pilskem (1557 m n. m.), na západě s Minčolem (1273 m n. m.), na jihu s vrchem Súšava (1129 m n. m. ) a na východě s Magurou (1018 m n. m.). Masiv se nachází v CHKO Horná Orava a patří do povodí Bílé Oravy.

## Popis
Mohutný vrch leží jižně od hlavního hřebene Oravských Beskyd, který vede severně situovaným vrcholem Pilsko. Hustě zalesněný vrch má na vrcholu odlesněnou louku, umožňující částečný výhled. Mechy odvodňuje na západě Bystrý a Furandovský potok, na východě potok Randová a jižní svahy přítoky Javorového potoka, všechny odvádějící vodu řece Orava. Svojí výškou je čtvrtým nejvyšším vrchem Oravských Beskyd.

### Výhledy
Mechy poskytují díky nadmořské výšce zajímavý a daleký výhled. Z vhodných lokalit je velmi dobře vidět mnohé vrchy pohoří, ale také Tatry, Skorušinské vrchy, Oravskou Maguru či Slezské a Kysucké Beskydy. Při vhodných podmínkách je možné zahlédnout Kriváňskou Fatru i Martinské hole, Chočské vrchy, hřeben Nízkých Tater, severní část Velké Fatry a tisícovky Moravskoslezských Beskyd.

## Přístup
Na vrchol nevede značená turistická cesta a přístup je tak možný z obcí Mútne a Oravské Veselé, případně sedlem z vrcholu sousedního Pilska.